# Apamene
Apamene (en grec antic Ἀπαμηνή) era el nom de la regió de Síria, a la Vall de l'Orontes, que tenia com a centre la ciutat d'Apamea (o Apamea de Síria). Tota la regió estava travessada pel riu Orontes. En parla Claudi Ptolemeu. El nom d'aquesta regió era corrent durant el domini selèucida i més tard amb els romans.